# اسلوپ کلاس کاملیون
اسلوپ کلاس کاملیون (به انگلیسی: Camelion-class sloop) یک کلاس از اسلوپ‌ها است که طول آن ۱۸۵ فوت (۵۶ متر) می‌باشد.